# 亚得里亚海

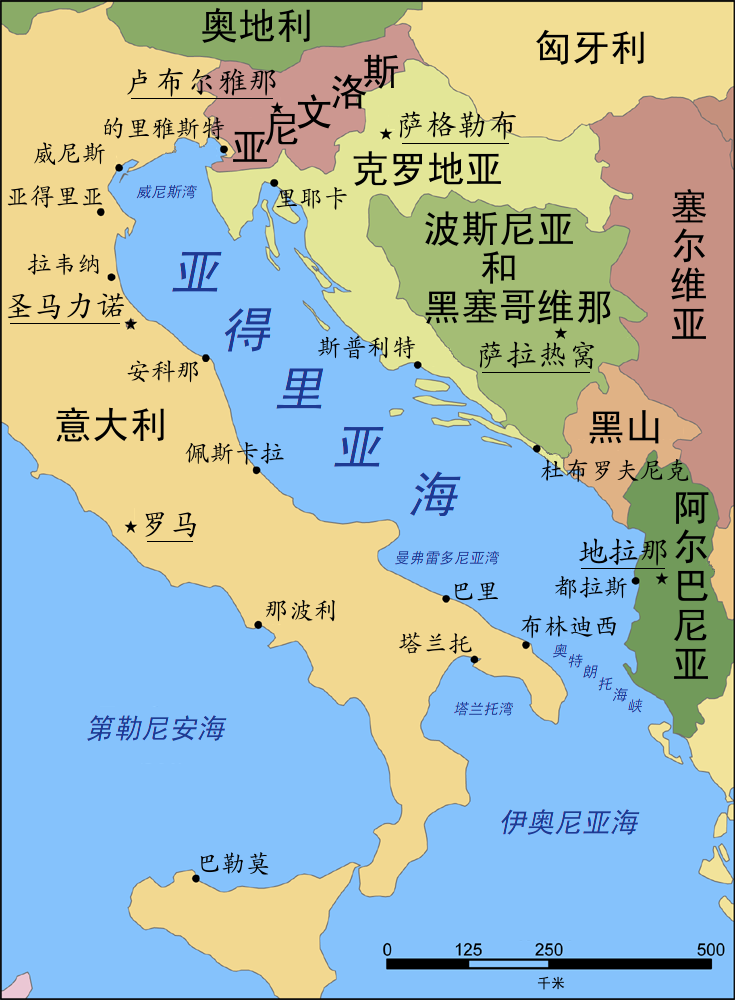
亚得里亚海地圖

亚得里亚海（義大利語：Mar Adriatico），是地中海的一部份水域，分隔了義大利半島（亞平寧半島）、巴爾幹半島，也分隔了亞平寧山脈、狄那里克阿尔卑斯山脉、其臨近地區。

## 概要
亚得里亚海西岸屬於意大利，東岸則分別屬於斯洛文尼亚、克罗地亚、波斯尼亚和黑塞哥维那、蒙特內哥羅和阿尔巴尼亚。亚得里亚海透过位於其南部的奥特朗托海峡与愛奥尼亚海相连。波河、阿迪傑河、奧凡托河等河流流入亚得里亚海；海中有近1200個島嶼，其中只有69個有人居住。第二次世界大戰時期因為意大利王國作為宗主國軍事控制著克羅地亞獨立國、蒙特內哥羅和阿爾巴尼亞三國，因此亞得里亞海一度成為了意大利的內海。

## 海中島嶼和沿岸城市

### 的島嶼
如克爾克島、姆列特島、布拉奇島、帕島、拉布島、洛希尼島、科爾丘拉島、維斯島、茨雷斯島、赫瓦爾島等。

### 沿岸城市
- 義大利：威尼斯、第里雅斯特、安科納、佩斯卡拉、巴里、里米尼、布林迪西等
- 斯洛維尼亞：科佩爾、皮蘭、伊佐拉等
- ：里耶卡、斯普利特、杜布羅夫尼克、普拉、扎達爾等
- 蒙特內哥羅：巴爾、科托、布德瓦、烏爾齊尼等
- 阿尔巴尼亚：都拉斯、夫羅勒等

## 圖集

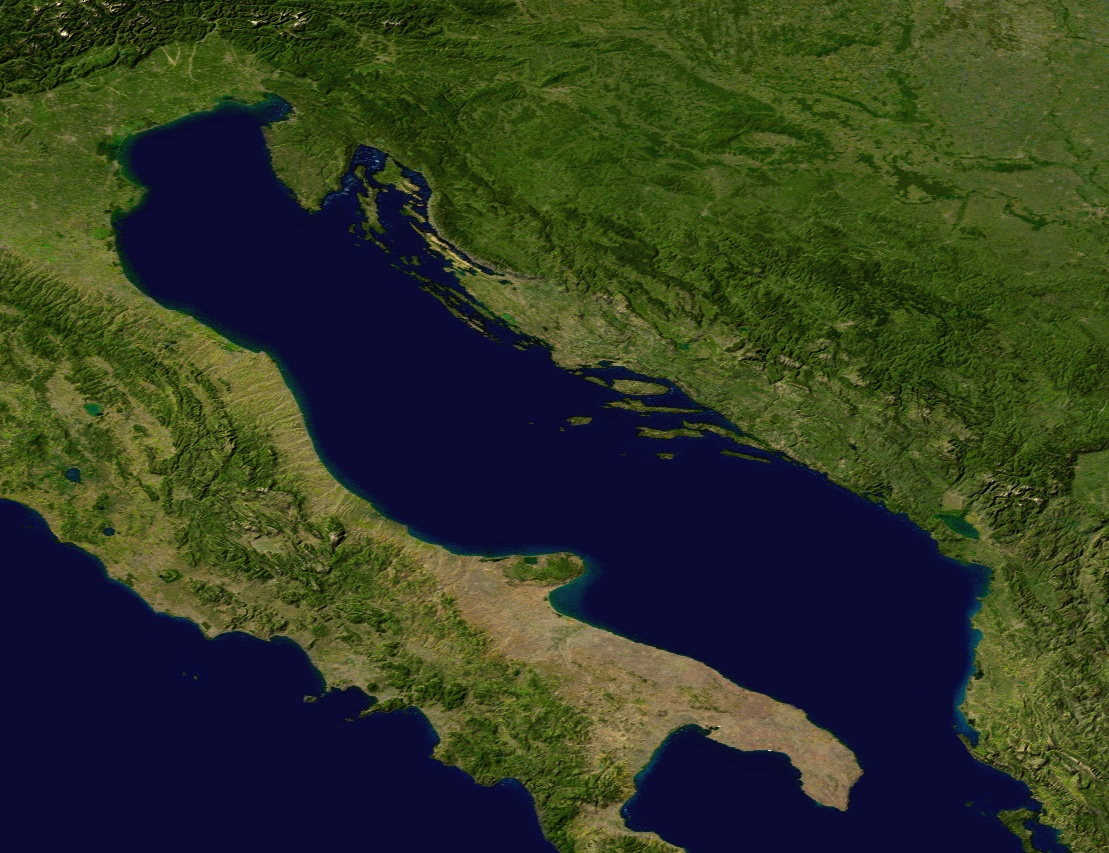
亚得里亚海的衛星圖
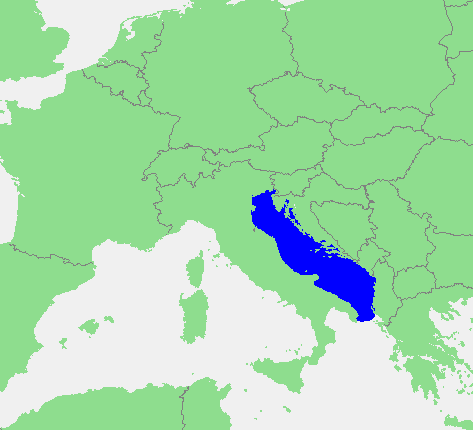
亚得里亚海與歐洲相對位置圖
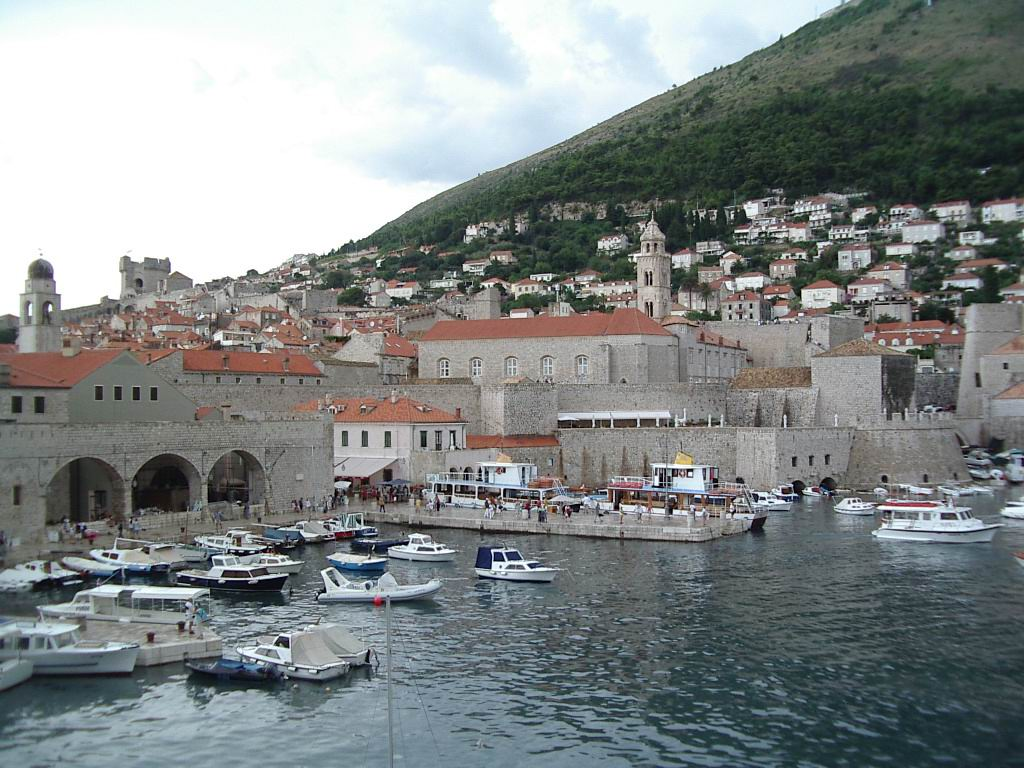
杜布羅夫尼克，克罗地亚
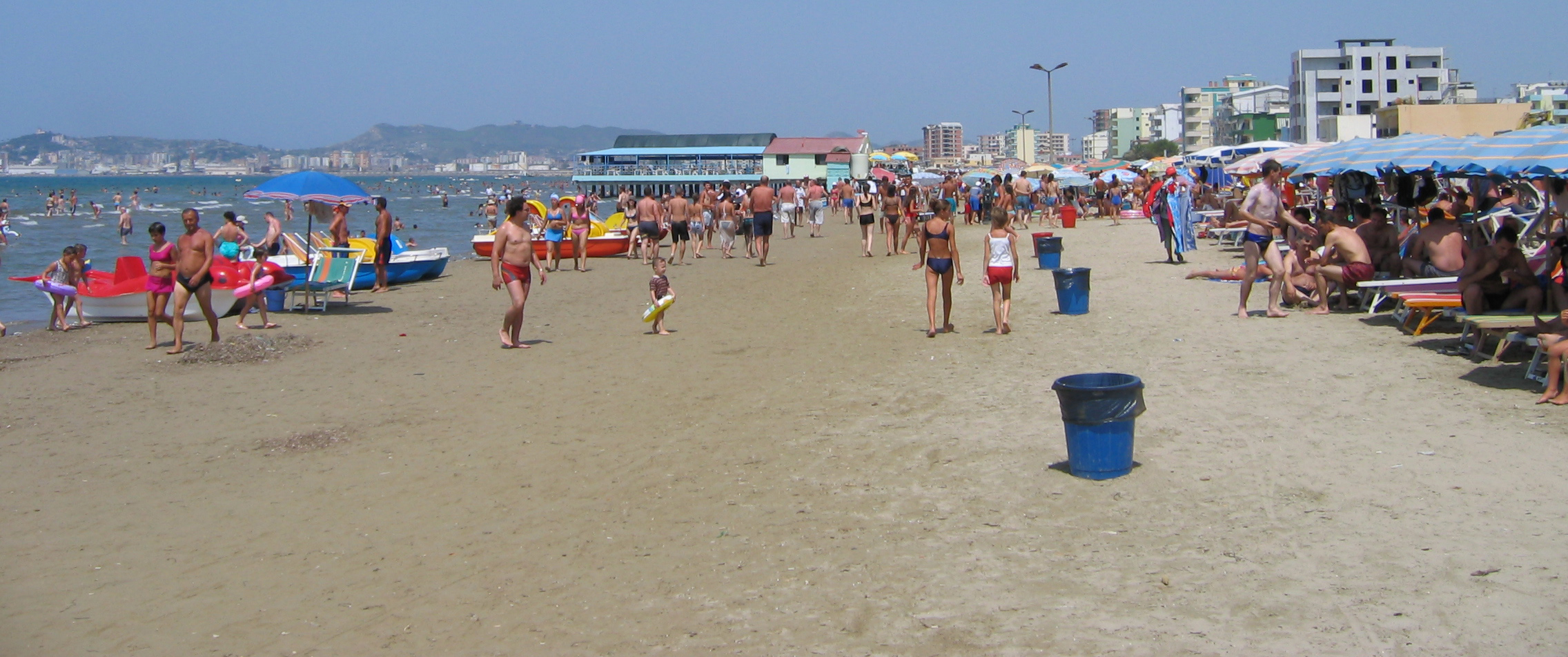
都拉斯，阿爾巴尼亞
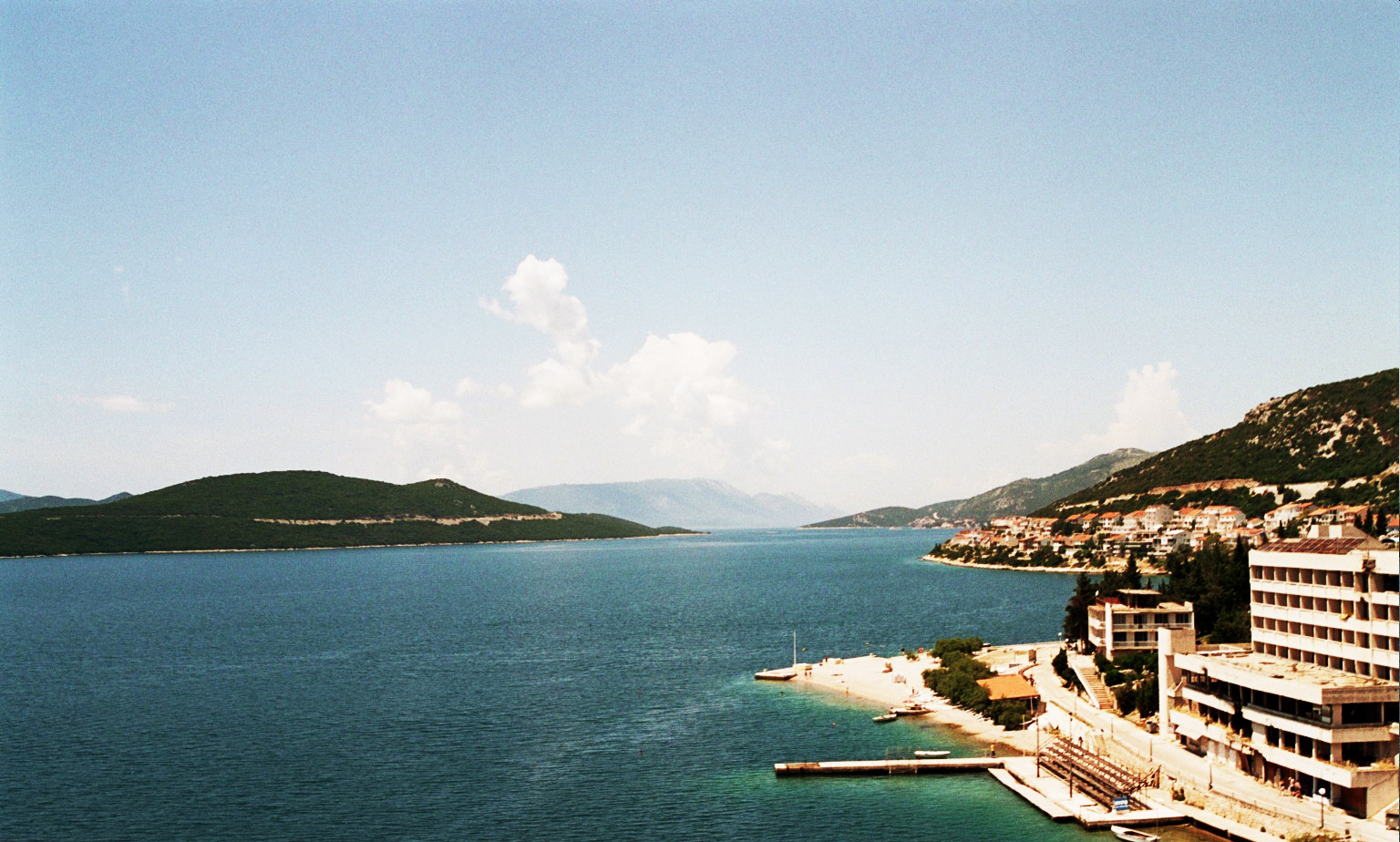
内乌姆，波赫聯邦
特雷米蒂島（Isole Tremiti），意大利

## 外部連結
- 亚得里亚海东岸天气预报（页面存档备份，存于）（英文）